# 新田 (青森市)
　
新田（にった）は青森市の地名である。一～三丁目があり、これとは別に大字もある。小字には扇田（おうぎだ）・忍（しのび）がある。郵便番号は038-0001。

## 地理
新田は、青森市市街地のなかで西寄りに位置する。
新田一～三丁目は、北東から南東が沖館、南が富田、西から北西が油川に接する。
大字新田は、新田一丁目から富田をはさんで西側に離れた場所にあり、一部は新城川の北にも達する。大字新田は、北東が油川、東が富田、南が三好・大字石江、西から北西が新城・岡町に接する。

### 河川
- 新城川 - 北の境界付近を流れる。

## 歴史
かつての小字には小浜（おばま）もあったが、現在は存在しない。

### 沿革
- 1889(明治22)年 - 村制施行により、東津軽郡滝内村に属し、この村の大字となる。
- 1927(昭和2）年 - 大字沖館とともに青森市に編入され、青森市の大字となる。
- 1995(平成7)年11月6日 - 沖館・新田地区の住居表示実施により、新田一～三丁目が設置された。同時に、新田字小浜の一部が沖館二丁目となった。
- 1998(平成10)年11月24日　新田字扇田の一部が富田三～五丁目の一部となる。

### 町名の変遷
| 実施後     | 実施年月日     | 実施前                                     |
| ---------- | -------------- | ------------------------------------------ |
| 新田一丁目 | 1995年11月24日 | 沖館字小浜、新田字小浜、新田字扇田の各一部 |
| 新田二丁目 | 1995年11月24日 | 沖館字小浜、新田字扇田の各一部             |
| 新田三丁目 | 1995年11月24日 | 新田字小浜、新田字扇田、油川字岡田の各一部 |

## 世帯数と人口
2024年（令和5年）3月1日現在の世帯数と人口は以下の通りである。
| 町丁       | 世帯数  | 人口    |
| ---------- | ------- | ------- |
| 新田一丁目 | 145世帯 | 265人   |
| 新田二丁目 | 593世帯 | 1,243人 |
| 新田三丁目 | 4世帯   | 13人    |
| 合計       | 742世帯 | 1,521人 |

| 町丁       | 世帯数 | 人口 |
| ---------- | ------ | ---- |
| 新田字扇田 | 0世帯  | 0人  |
| 新田字忍   | 0世帯  | 0人  |
| 合計       | 0世帯  | 0人  |

## 小・中学校の学区
市立小・中学校に通う場合、学区は以下の通りとなる。
| 町名       | 番地 | 小学校             | 中学校             |
| ---------- | ---- | ------------------ | ------------------ |
| 新田一丁目 | 全部 | 青森市立沖館小学校 | 青森市立沖館中学校 |
| 新田二丁目 | 全部 | 青森市立沖館小学校 | 青森市立沖館中学校 |
| 新田三丁目 | 全部 | －                 | 青森市立沖館中学校 |
| 新田三丁目 | 一部 | 青森市立沖館小学校 | －                 |
| 新田三丁目 | 一部 | 青森市立油川小学校 | －                 |
| 新田字扇田 | 全部 | 青森市立沖館小学校 | 青森市立沖館中学校 |
| 新田字忍   | 全部 | 青森市立新城小学校 | 青森市立新城中学校 |

## 交通

### 鉄道
字 扇田を津軽線が通過する。地内に駅はない。

### 道路
- 国道7号青森西バイパス - 新田字忍を通る。
- 国道280号

### バス
- 青森市営バス - W 沖館・新田線 新田

## 主な施設等
- おきだて保育園
- 稲荷神社
- 新田児童遊園
- 青森野球所の碑